# Aeropuerto de Santa Paula
El Aeropuerto de Santa Paula (en inglés: Santa Paula Airport)  (IATA: SZP, ICAO: KSZP, FAA LID: SZP) es un Aeropuerto de propiedad privada, donde se admite el uso público ubicado a una milla náutica (2 km ) al sudeste del distrito central de negocios de Santa Paula, una ciudad en el condado de Ventura , al sur de California, Estados Unidos. Es exclusivamente utilizado para operaciones privadas de aeronaves de aviación general sin servicios programados de servicio comercial.
El primer aeropuerto de Santa Paula se estableció originalmente en 1927, cuando un ranchero local , Ralph Dickenson , compró un biplano Internacional OX - , cortó una pista de tierra en su rancho y construyó un hangar . El Aeropuerto pronto anunció paseos en avión y lecciones de vuelo disponibles. En 1930 , después de meses de construcción y el desarrollo de sus fundadores , el recién creado Aeropuerto de Santa Paula abrió al público.